# Смъртта на Ахил
„Смъртта на Ахил“ (на руски: Смерть Ахиллеса) е историко-приключенски криминален роман от руския писател Борис Акунин, издаден през 1998 г. Този четвърти роман за приключенията на Ераст Петрович Фандорин. Романът се развива в Москва през 1882 г. Романът е необичаен в това, че се състои от две части, като едни и същи събития в него са описани по два начина: от позицията на Фандорин, и от позицията на главния му противник.

## Сюжет
Внимание:  Текстът по-долу разкрива сюжета на произведението (или части от него)!
Първа част
... Шест години по-късно, през лятото на 1882 г. Ераст Петрович Фандорин се връща от Япония в Москва. След като преживява много приключения там („Диамантената колесница“), Фандорин идва в Русия с верния си слуга Mаса. Новата служба на Ераст Петрович е в канцеларията на генерал-губернатора на Москва, княз Долгорукой. И скоро едно трагично събитие изисква от Фандорин, доколкото е възможно, да покаже детективския си талант.
В един от хотелите в Москва е открито тялото на известния военен лидер – генерал Михаил Соболев, когото Фандорин познава от времето на Руско-турската война („Турски гамбит“). Смъртта на Соболев на пръв поглед изглежда обикновена – сърдечен удар, но Фандорин подозира, че охраната на генерала крие нещо. След известно разследване Ераст Петрович открива, че Соболев е умрял по време на любовна игра с известната певица от ресторанта Ванда, и е вероятно тогава е бил отровен от фаталната красавица. Също така изглежда, че Соболев тайно е предприел действия за военен преврат, а в чантата му е намерена огромна сума пари (за подкупи на войници и офицери) и всичките планове на заговорниците.
Фандорин старателно разследва изключително сложния случай, но всеки път попада на убийства на свидетели, които биха могли по някакъв начин да помогнат на разследването. Освен това, един неизвестен убиец е учудващо наясно с всички планове на полицията и жандармерията. Сред фигурите на разследването е и „търговецът Николай Клонов“. Фандорин подозира, че „Клонов“ може да е съпричастен към смъртта на Соболев, и смъртта на свидетелите.
... Тръгвайки по следите на откраднат портфейл, Фандорин с Маса и бившия му шеф Грушин („Азазел“) отиват в един от най-опасните райони в Москва – „Хитровка“. Там Фандорин открива извършителя, лидера на банда разбойници с прякор „Миша Малкия“, но стария му учител Грушин е трагично убит. Въпреки това, в ръцете на Фандорин е търсения портфейл! Но в последвалата поредица от необясними събития, става повторно отвличане на портфейла в ръцете на Маса, слугата на Фандорин, директно в полицията.
Накрая осъзнавайки, че всички нишки на случая водят към „търговеца Клонов“, Фандорин, използвайки Ванда като неволен сътрудник, организира засада. И Фандорин, стискайки в ръцете си пистолет, влиза в стаята, където е ужасения неуловим убиец ...
Втора част
... Имало едно време в Кавказ малка религиозна общност, „Христови братя“ от Европа. Един от имигрантите, красивият гигант Пелет Велде се жени за местото момиче Фатима, и те имат син, Ахимаас. Бандити унищожават селото, в който израства Ахимаас и момчето попада под грижите на чичо му Хасан. Хасан е опасен бандит, който граби и убива. Под ръководството на учителя си „надарения“ Ахимаас от агресивно момче се превръща в хладнокръвен престъпник, чиято основна дейност стават убийствата за пари.
... Годините минават. Ахимаас се превръща в един от най-добрите наемни убийци в света. Той изпълнява само много скъпи „поръчки“ и винаги безупречно. Ако той е добре платен – жертвата няма шанс. Но един човек все пак успява на два пъти да избегне смъртта от ръцете на Ахимаас. Това е един млад човек, Ераст Петрович, който Велде трябва да убие по договор с най-мощната тайна престъпна организация „Азазел“. Велде не може да заколи или да взриви този късметлия Фандорин от далечна Русия.
След като натрупва голяма сума пари Велде обмисля да спре с ужасния си „бизнес“. Скоро обаче идва „поръчка“ от Русия, с безпрецедентна такса. Според тайно решение на най-високите сановници на Руската империя, която мълчаливо е одобрена от император Александър III, Ахимаас трябва да убие известния в цяла Европа генерал Михаил Соболев. Соболев решава да стане „Руския Бонапарт“, в плановете му са свалянето на царя и началото на голяма европейска война. В стремежа си да предотврати това, най-висшите сфери решават да се неутрализира Соболев, но да се направи тайно, а смъртта му да се представи като произшествие, свързано със здравето му. Приемайки, че този случай ще бъде короната и завършването на блестящата му кариера, Ахимаас се съгласява. „Клиентите“ дават гаранция на Велде за помощ и защита от възможния полицейски тормоз, предоставяйки и най-секретната информация от държавата на наемния убиец.
Замислената „операция“ на Ахимаас е много проста и елегантна, „Белият генерал“ умира в ръцете на певицата на ресторанта, а полицейското разследване стига до застой. Но след това по пътя на убиеца се появява отново Фандорин. Разярен Велде решава най-накрая да унищожи този човек. Предупрежден от „клиентите“ за засадата на Ераст Петрович, Ахимаас доволен очаква „ловът на ловеца“. И убиецът, стискайки в ръцете си пистолет, очаква третият му опит най-накрая да сложи край на късмета на Фандорин ...
Епилог
... но Фортуна отново не изневерява на Eраст Петрович. Неуязвимият убиец е унищожен, а Фандорин започва да служи като официален пратеник за специални поръчения. И Ераст Петрович, и неговият верен слуга Mаса, ги чака в Москва много по-вихрено и трагично приключение ...
| „ | Фандорин съчувствено погледна Маса, който раздуваше ноздри и блажено вдъхваше аромата от кесията. Горкият – чакаше го тежко изпитание. | “ |

## Исторически препратки
В романа има много прототипи на реални исторически личности.
- „Генерал Михаил Соболев“ е Михаил Скобелев, известен руски военен командир, генерал от пехотата и генерал-адютант, легендарният генерал на Руско-турската война.
- „Ординарец Прохор Гукмасов“ е Петър Дукмасов, есаул на Донската казашка армия, ветеран от Руско-турската война, ординарец на генерал Скобелев.
- „Обер-полицейместер на Москва Евгений Караченцев“ е генерал Евгений Янковски, обер-полицейместер на Москва, по-късно губернатор на различни региони на Руската империя: Астрахан, Полтава и Волин.
- „Велик княз Кирил Александрович“ е Великия херцог Владимир Александрович Романов, член на Държавния съвет, сенатор, генерал от пехотата, по-малък брат на император Александър III.
- „Княз Владимир Андреевич Долгорукой“ е княз Владимир Долгоруков, руски военен и държавник, генерал-адютант, генерал от инфантерията, генерал-губернатор на Москва в периода 1865–1891 година.
- „Херцог Евгени Лихтенбургский“ е Евгений Максимиллианович Романовски, пети Херцог на Лойхтенберг, член на Руското императорско семейство (с титлата „Негово Императорско Величество“), внук на император Николай I, генерал от пехотата, генерал-адютант.
- „Зинаида Соболева, графиня Мирабо“ е Зинаида Скобелева, графиня на Богарне, втора съпруга на херцог Евгений Лихтенберг, сестра на генерал Михаил Скобелев.

## Връзка на романа с древногръцката литература
Ахил е един от най-големите гръцки герои, описани в известното древногръцко литературно произведение „Илиада“, символ на храброст и смелост, който умира геройски по време на Троянската война. Един от прякорите на генерал Скобелев наистина е „Ахил“, но в романа истинският Ахил вероятно е Ахимаас Велде, тъй като в описанието на неговата биография Борис Акунин постоянно прави прикрити намеци към фактите от живота на известния гръцки герой.
- Името му Ахимаас е много подобно на Ахил.
- Името на бащата на Ахимаас – Пелет е подобно на бащата на Ахил Пелей, а майката на Ахимаас – Фатима, на името на богинята Фетида, майката на Ахил.
- Младият Ахимаас се крие в манастира за сираци в град Скировск преоблечен като момиче. Майката на Ахил Фетида, знаейки, че синът ѝ ще умре в Троянската война, го скрива на остров Скирос сред царските дъщери на Ликомед, където Ахил живее, облечен в женски дрехи. Ахимаас се разкрива при пристигането на чичо си Хасан хващайки меча му, вместо сребърните мъниста. Ахил се разкрива през Одисей и Диомед, грабвайки меча и щита, когато по съвет на хитрия Одисей гърци отиват да го търсят.
- Обучението на Ахимаас се извършва от чичо му Хасан, който е планинар, учи го да използва оръжие и да живее в планините. Младият Ахил е бил ученик на кентавъра Хирон, който също живее в планината.
- В училището Ахимаас убива насилници си – съученика си Кикин и инспектора Тенетов. Ахил убива троянските герои Кикн и Тенес.
- Ахимаас участва в обир в дома на Медведев, при който жената на Медведев Евгения иска да го напесне и става съучастник, но доброволно се жертва, за да спаси Ахимаас. Ахил е участвал в Троянската война, при която доброволна жертва става Ифигения.
- Ахимаас е убит около Свейската порта близо до ресторанта „Триединство“». Ахил умира близо до Скейската порта на Троя.
- По време на преследването на Ахимаас Фандорин улучва със стрела крака му, и тя се превръща в смъртоносна рана за Ахимаас (алюзия за „Ахилесовата пета“).